# Pathanamthitta
Pathanamthitta (malayâlam : പത്തനംതിട്ട) est une ville de l'État du Kerala en Inde, chef-lieu du district homonyme.

## Personnalités liées à Pathanamthitta
- Fathima Beevi (1927-2023), magistrate et femme politique, y est née.